# Oinola
Oinola är en by i Nummis i Lojo stad i det finländska landskapet Nyland. Byn ligger söder om Nummis kyrkby vid vägen Turuntie. Oinola är en del av Nummis kulturlandskap som är en värdefull byggd kulturmiljö av riksintresse och därmed skyddat enligt lag.

## Tjänster
I byn finns Nummis skolcentrum som har cirka 200 elever. Skolbyggnaden renoverades 2004. Det finns också en idrottsplan, bryggeriet Paloaseman Panimo, Nummis föreningshus och blomsterbutik i byn.

I skolcentrumet fanns även Nummis gymnasium men Lojo stad stängde gymnasiet efter kommunsammanslagningen mellan Lojo och Nummi-Pusula år 2013. Det fanns också en S-market, som senare ändrades till Sale, i Oinola fram till år 2022. Matbutiken flyttades då till Saukkola. Nummis Sparbank och Nummis FBK verkade också i byn tillsammans med telefoncentralen men banken har senare stängds och brandkåren har flyttat till nyare lokaler. Telefoncentralen finns också inte längre. Strax intill vägen Turuntie finns den före detta biografin som nuförtiden fungerar som loppis. På andra sidan av vägen fanns det förr också Esso bensinstation.

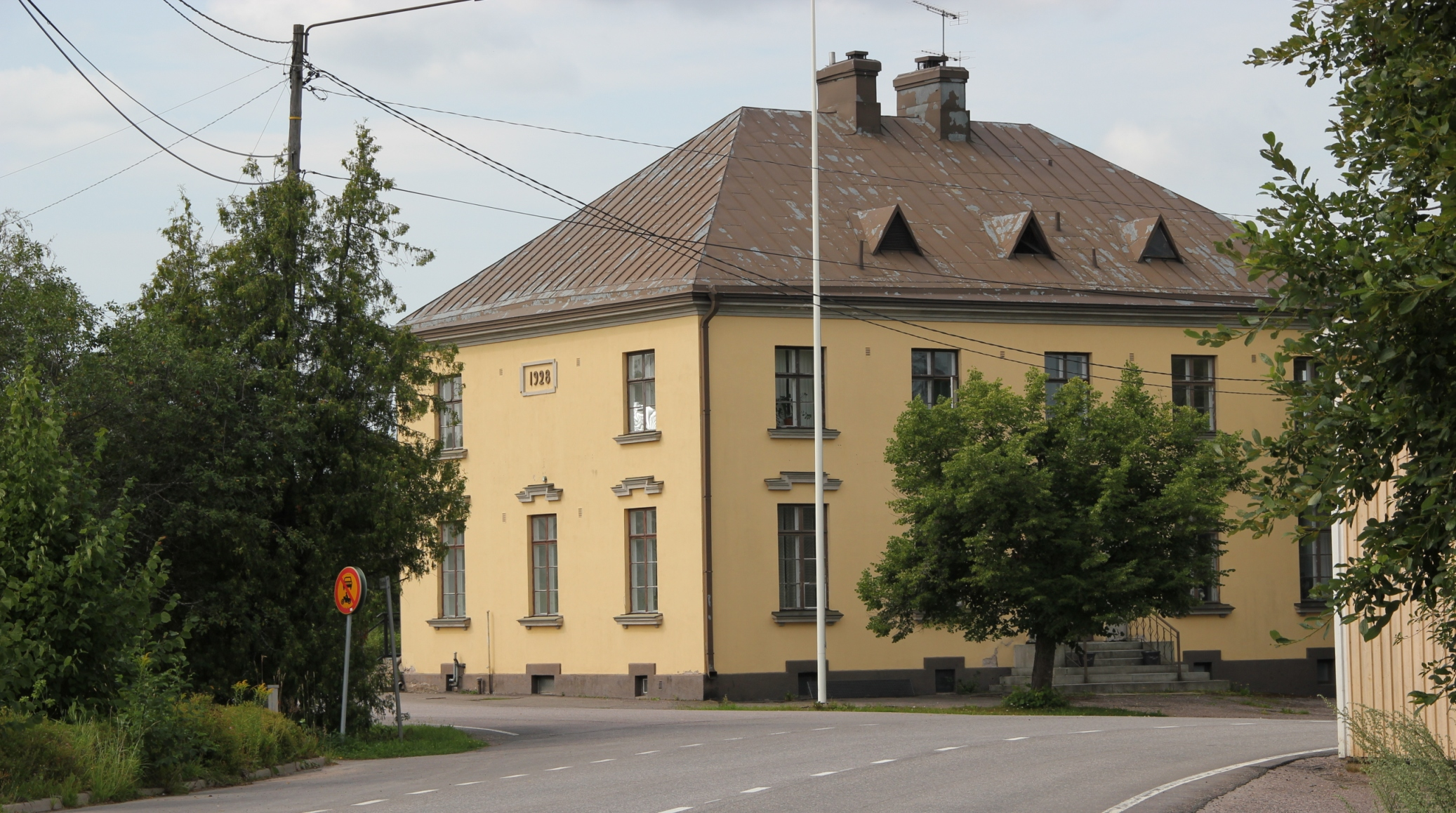
Nummis gamla sparbank i Oinola
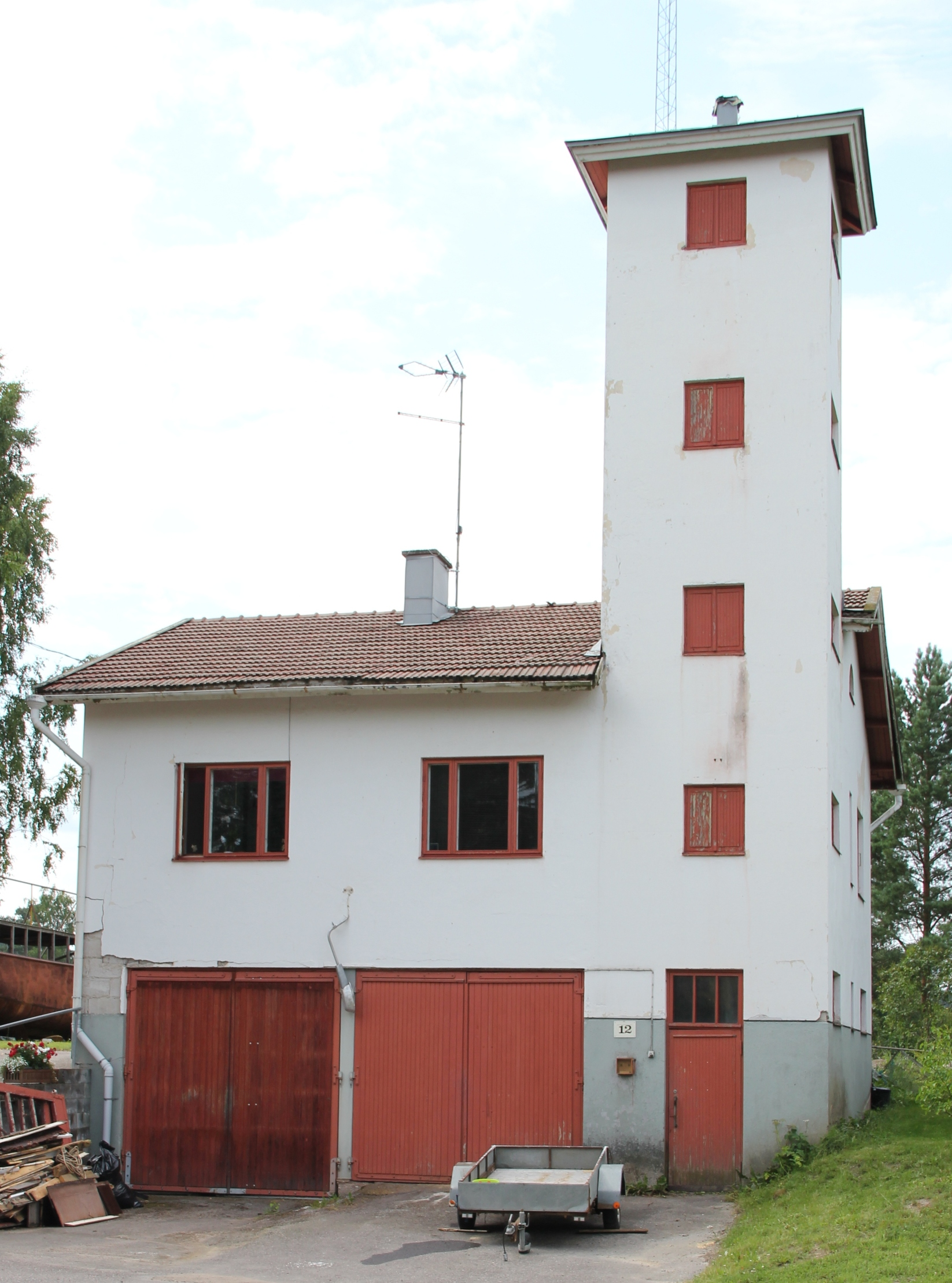
Nummis gamla brandstation i Oinola
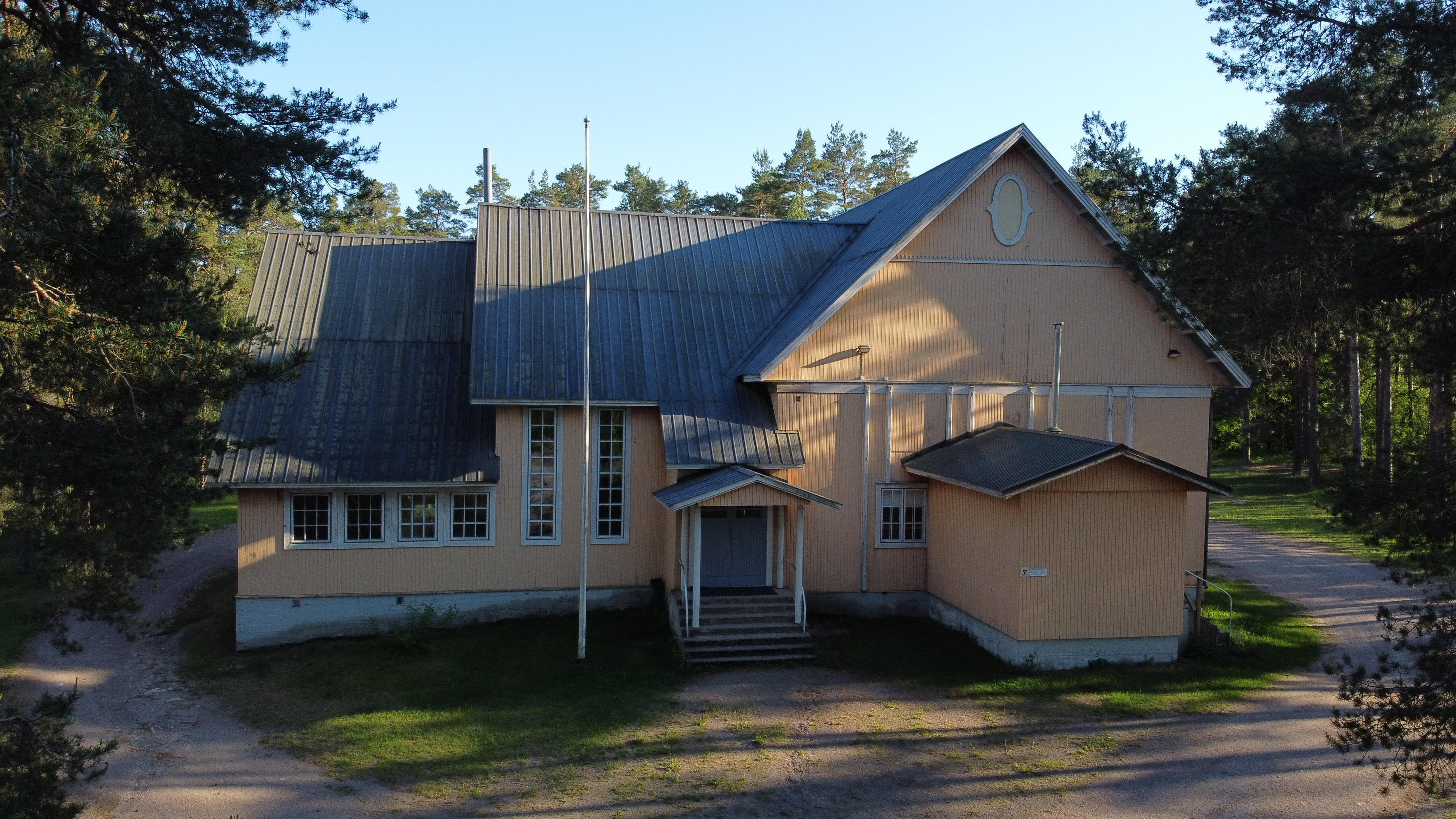
Nummis föreningshus
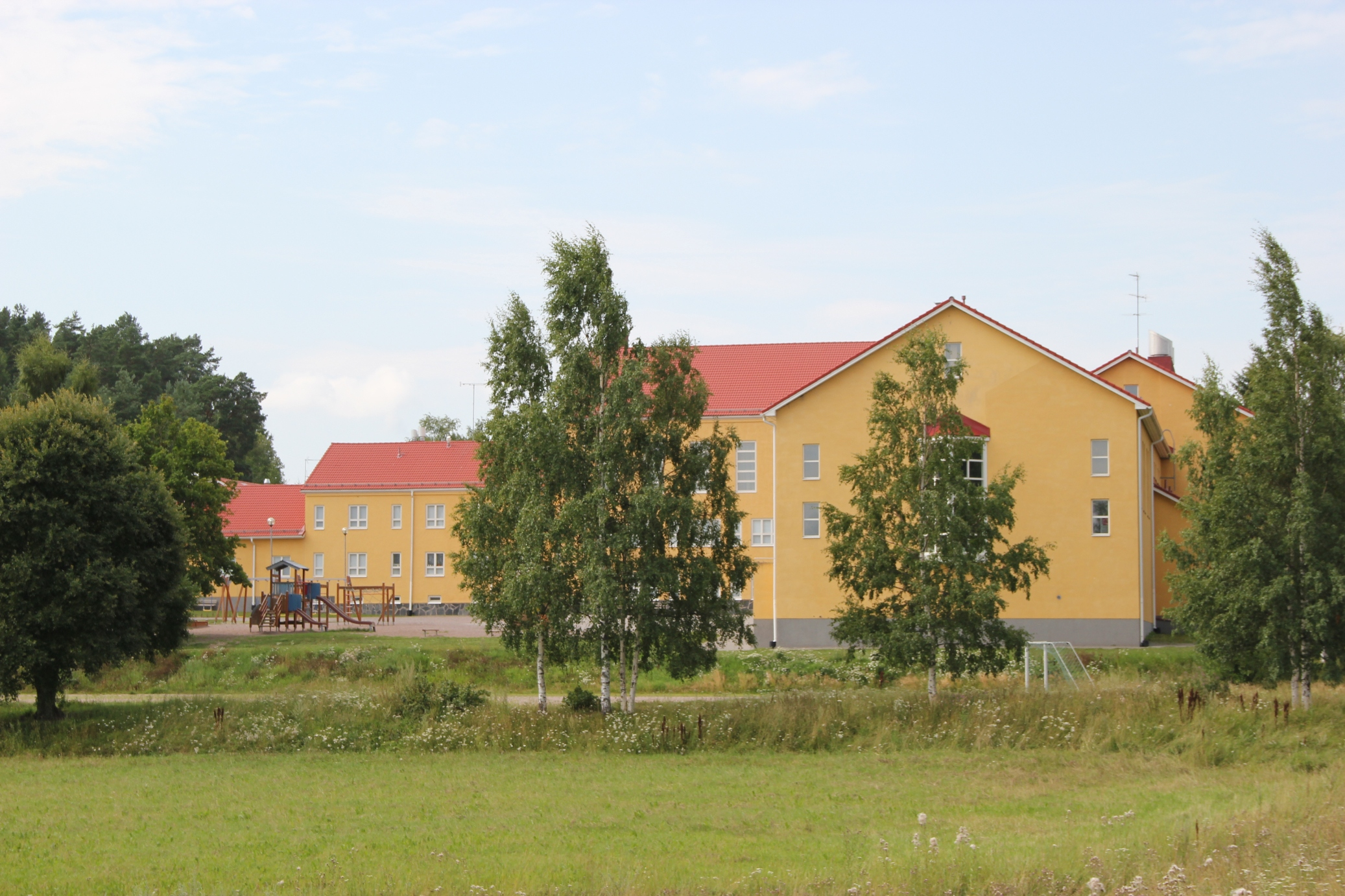
Oinola skolcentrum

## Historia
De äldsta husen i byn är Nupunen och Antseppä. På 1540-talet fanns det nio hus i byn men i början av 1600-talet hade antalet husen minskat till fem. Andra gamla hus i byn är Päkäri, Kihi och Pasa. Ursprungligen låg alla husen på den gemensamma bytomten, men vid storskiftet flyttades Päkäri till den nuvarande platsen mittemot Nummis societetshus.
Norr om Oinola finns den före detta sjön Hyvelänjärvi som torrlades på 1850-talet för att skapa åkermark.